# 건지산 (전주시)
건지산(乾止山)은 높이 101m로 전북특별자치도 전주시 덕진구에 있는 산이다.

## 위치
건지산은 전북특별자치도 전주시 덕진구의 덕진동에 위치한 산이다. 높이는 해발고도로 101m이다.

## 지명 유래

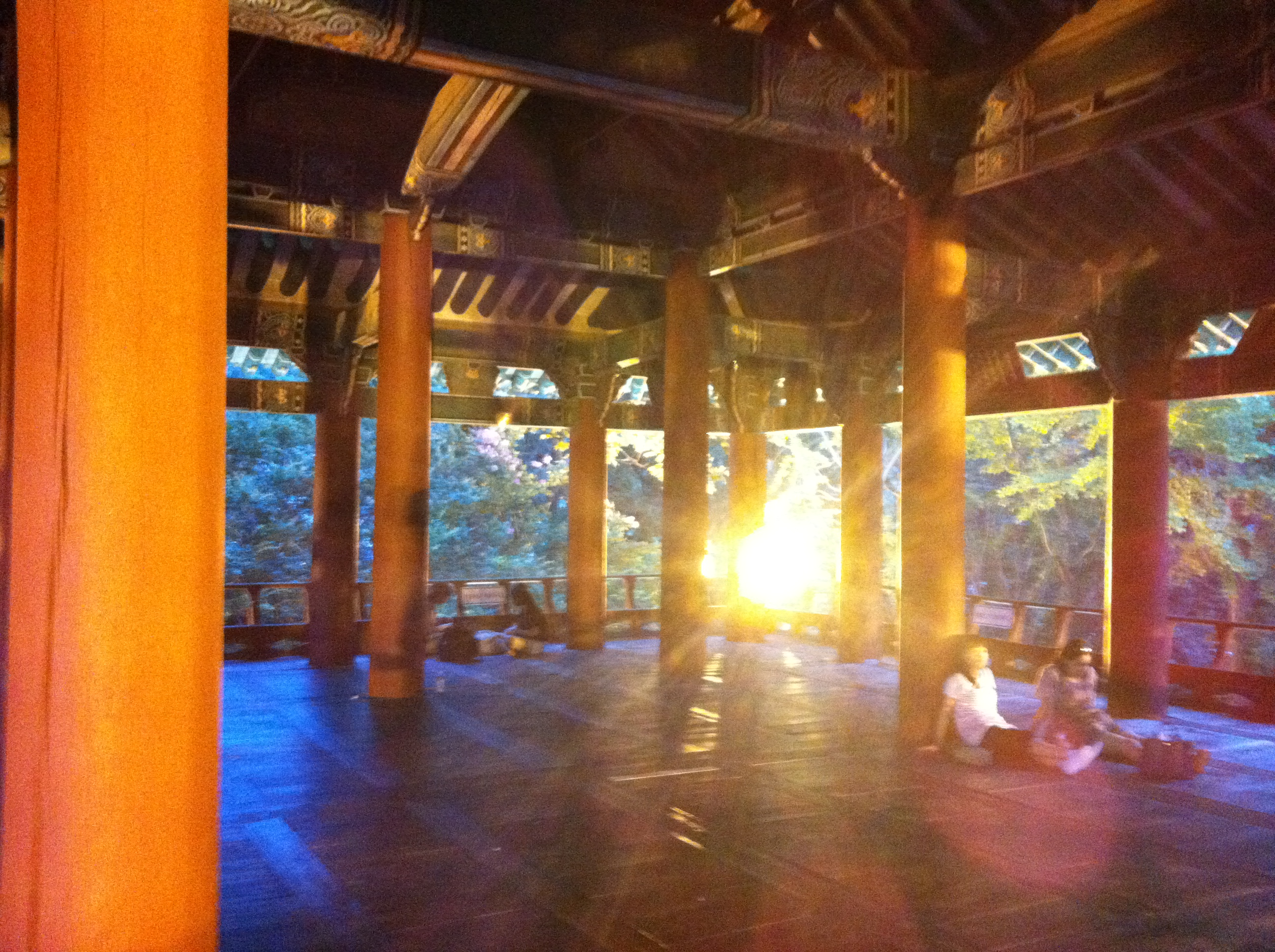
오목대

건지산이라는 산 이름은 큰 둑을 쌓아 새어나가는 땅기운을 멈췄다는 뜻으로 ‘고을 땅의 형세가 서북쪽 방향이 텅 비어 전주의 땅기운이 새어나가니 서쪽 가련산(可連山)으로부터 동쪽 건지산(乾止山)까지 큰 둑을 쌓아 나가는 땅기운을 멈추게 했다’고 풀이하고 있다. 건(乾)은 ‘하늘 건’, ‘마를 건’의 의미가 있는 글자이다.
전주는 경기전, 조경묘, 오목대가 있는 전주는 조선조의 본향이다. 영조 33년(1757) 홍양한의 <여지도서>에 ‘덕진연지(德津蓮池)는 덕진지(德眞池)라고도 하는데 전주관아 북쪽 10리에 있다’라면서 ‘고을 땅의 형세가 서북쪽 방향이 텅 비어 전주(全州)의 땅기운이 새어나간다. 고로 서쪽 가련산으로부터 동쪽 건지산까지 큰 둑을 쌓아 새어나가는 땅기운을 멈췄다’라 했다. 건지산은 마이산으로부터 와 전주부의 진산(鎭山)이 되었다.
부의 남쪽 3리에 곤지산(坤止山), 안산(案山)으로 부의 남쪽 3리에 완산(完山)이 있는데, 모두 고덕산(高德山)으로부터 내려왔다고 했다. 이규보는 <남행월일기> 속에 ‘전주에는 중자산(中子山)이란 크고 웅장한 산이 있는데 부의 남쪽 남천너머 나지막한 완산의 이름을 따서 전주의 지명을 삼았는지 참으로 이상한 일’이라 하였다. 본디 백제 완산은 비사벌(比斯伐), 비자화(比自火), 온다라, 온드르라 했고, 신라 진흥왕 16년(555)에 완산주, 경덕왕 15년(756)에 지금의 전주로 바꾸어 9주(州)를 두었다. 특히 고려시대 전라도를 순찰하는 안찰사영이 이미 전주에 설치, 조선시대 전라감영을 거쳐 현재까지 전주가 전라도 거점도시로 자리매김하는데 중요한 역할을 했다. 이렇게 전주는 신라 9주의 하나로 출발하여 고려시대 전주목이란 계수관이 됐으며 5도제가 성립된 뒤에는 안찰사영이 설치됐다. 조선건국 후에는 전라감영이 있었다. 즉, 신라에서 출발한 거점도시로서의 역사가 현재까지도 이어지고 있다.
속설에는 덕진지는 그 모양이 연꽃형상이고 건지산은 연잎모양이어서 석물이 있으면 물속에 가라앉음으로 조선 태조 이성계의 21대조 신라 사공(司空)공 이한(李翰)의 묘소가 있는 조경단에는 돌비나 상석 등이 일체 없다. 다른 얘기로 전주는 태조의 본관향임으로 전라감영터를 정할 때 명나라로부터 두 번씩이나 불인정을 받았지만, 가련산을 그려 보내고서야 인정을 받았다는 설화가 고려때 나옹(懶翁)과 조선 초기 무학이 남긴 <금감록(金鑑錄)>, 혹은 <삼이록(三移錄)>의 비기( 記)에 전해온다. 전주는 개성, 평양, 한양과 더불어 조선의 4대길지로 손꼽았다. 특히 덕진연못의 연꽃은 조선건국이념인 유교의 성리철학과도 깊은 관련이 있었다. 성리학의 태두 주돈이(1017-1073년)가 여산 연화봉(蓮花峰) 아래 염계(濂溪)에서 남긴 <애련설(愛蓮說)>에 나오는 내용들이다. 그래서 마이산으로부터 이어진 산의 정기가 전주에 머물게 된다는 속설이 전해져 온다.
‘진나라 도연명은 홀로 국화를 사랑했고, 당나라 이래 세상 사람들은 모란을 사랑하였다. 나는 유독 진흙 속에서도 더러워지지 않고, 요염하지 않으며, 향기는 멀어질수록 더욱 맑고 오뚝한 모습으로 깨끗하게 서 있어 좋아한다’는 연꽃설이 고산의 <오우가> 중 대나무의 속성을 노래한 것과 같다. ‘나무도 아닌 것이 풀도 아닌 것이/ 곧기는 뉘 시킨 거며 속은 어찌 비었느냐/ 저렇게 사시에 푸르니 그를 좋아 하노라’라는 무욕(無慾)과 정직(正直), 불변(不變)의 선비적 고결(高潔)성이 짙게 풍겨난다. 태종 11년(1410) 전주, 경주, 평양에 태조의 어진전(御眞殿)을 세웠는데, 세종 때 경기전이라 개칭하였다. 영조 때 건지산 조경단에 조경묘(肇慶廟)를 세워 사공공 이한(李翰), 동비 경주김씨 위패를 모셨고, 고종조에 ‘대한조경단(大韓肇慶壇)’이란 고종의 친필석비를 세웠다. 발산에 목조 이안사의 유허비, 오목대에 태조의 주필유지비를 남겨 전주가 조선조의 본향임을 보여주고 있다.

## 주변
전주 이씨의 시조인 이한(李翰, 생몰미상)의 묘소인 조경단(肇慶壇)이 있고 주변에는 전북대학교, 세계 소리문화의 전당, 전주 동물원이 있다. 조경단이 있어서 능산(陵山)이라고도 부른다. 조선 시대 지리지와 지도에 지명이 수록되어 있어 유래가 오래된 지명임을 보여 준다. 『신증동국여지승람』(전주)에 이규보(李奎報, 1168~1241)가 이 산을 "전주에 건지산이 있는데 소목이 울창하여 주(州)의 웅진(雄鎭)이다."고 기록되어 있다. 『여지도서』에 "진안현(鎭安縣) 마이산(馬耳山)에서 뻗어 나와 고을의 진산(鎭山)을 이룬다. 관의 북쪽 10리에 있다."고 수록되어 있다. 한편, 『팔도지도』에는 건지산이 '건상산(乾上山)'으로 기재되어 있다.

## 같이 보기
- 마이산
- 한국의 산